# Nigardsbreen
Nigardsbreen je ledeniški krak velikega ledenika Jostedalsbreen. Nigardsbreen leži približno 30 kilometrov severno od vasi Gaupne v dolini Jostedalen v občini Luster v okrožju Vestland na Norveškem. Je zahodno od reke Jostedøla.
Muzej Breheimsenteret je 11 kilometrov južno v vasi Jostedal. Pred Nigardsbreenom je jezero Nigardsbrevatnet, kjer je majhna ladja za prevoz obiskovalcev na ledenik. Obstaja tudi avtobus, ki obiskovalce odpelje na ledenik.

## Zgodovina
Norveški ledeniki niso relikti ledene dobe. V postglacialnem toplem obdobju je celotno območje ostalo brez ledu, tako da so se ledeniki, ki so nastali v ledeni dobi, stopili. V Subatlantiku (približno 500 pr. n. št.) je prišlo do poslabšanja podnebja. Za to je bilo značilno znižanje meje sneženja. Zato so današnji ledeniki iz tega obdobja.
V prvi polovici 18. stoletja se je ledenik zaradi mrzlega vremena razširil. Nigardsbreen je dosegel svoj največji obseg leta 1748. Nato so bile zime 1741-1744 izjemno mrzle. Jabolka in hruške poleti niso dozoreli in populacije čebel so propadle. Med letoma 1700 in 1748 se je ledenik pomaknil naprej za približno 4 kilometre in popolnoma prekril in zdrobil kmetijo Nigard (od tod tudi ime ledenika). Do leta 1748 je Nigardsbreen pokrival približno 48 kvadratnih kilometrov. Od leta 1930 do 1939 se je ledenik ponovno umaknil. Zaradi umika je nastal 1,5 km dolg ledeni rezervoar. Zajezen je z morenskim grebenom.
Vedenje Nigardsbreena so opazovali od leta 1899. Od leta 1899 do 1972 se je ledenik umaknil za 2,4 km. Vendar pa je od sredine 1970-ih opaziti zmanjšanje stopnje umika. Od leta 1975 do 1989 so bile le minimalne spremembe dolžine ledenika. Od leta 1990 do 2000 je prišlo do napredovanja, ledenik je zrasel za 250 m, nato pa so bili ponovno zabeleženi umiki. Od leta 2000 do 2010 se je ledenik umaknil za približno 100 m, od leta 2010 do 2016 za 250 m, v vročem poletju 2018 pa se je ledenik stopil za več kot 100 m.

## Varnost
Nigardbreen je bil priča več hudim nesrečam turistov, ki niso upoštevali lokalnih varnostnih opozoril. Julija 1986 sta dve osebi, Danka in njena 8-letna hči, umrli, ko sta jo zadeli kosi ledu, ki so padli z ledenika. Leta 1994 je Poljakinja ostala v kritičnem stanju, potem ko jo je zadel padajoči led. Leta 2014 je nemški par umrl, ker ga je zdrobil led; njihovi otroci, ki so stali blizu, so preživeli fizično nepoškodovani. Avgusta 2018 se je Avstrijec utopil, ko ga je val, ki ga je povzročil ogromen blok ledu, odnesel v ledeniško reko.

## Galerija
- Detajl Nigardsbreena
- Pogled na Nigardsbrevassnet iz ledenika
- Nigardsbreen julija 2012
- Celoten pogled na ledenik (2017)
- Nigardsbreen poleti 1962